# Ophiogona laevigata
Ophiogona laevigata is een slangster uit de familie Ophiuridae.
De wetenschappelijke naam van de soort werd in 1876 gepubliceerd door Théophile Rudolphe Studer.